# Riserva naturale di Gaplaňgyr
La riserva naturale di Gaplaňgyr è situata sul bordo meridionale dell'altopiano di Ustyurt nella provincia di Daşoguz, nel nord del Turkmenistan. Si estende su una superficie di oltre 8000 km² e comprende due aree che godono di protezione integrale, le riserve di Sarygamyş e di Şasenem.
La riserva è stata inclusa nel sito seriale Deserti freddi invernali del Turan, iscritto nel 2023 nella lista dei patrimoni dell'umanità dell'UNESCO.
Kaplankyr significa «altopiano dei ghepardi», ma questi grandi felini sono ormai scomparsi da tutto il territorio di Ustyurt. Tra i grandi mammiferi ancora presenti nella riserva vi sono l'urial del Transcaspio, la gazzella gozzuta, il tasso del miele e l'asino selvatico asiatico, reintrodotto qui negli anni ottanta. In inverno giungono qui per trascorrere la stagione nella riserva le saighe provenienti dalle steppe del Transcaspio. Complessivamente, la riserva ospita 26 specie di mammiferi e 147 specie di uccelli.